# Piper J-3
Il Piper J-3 Cub è un velivolo leggero, ad ala alta e carrello d'atterraggio convenzionale (biciclo) fisso, prodotto dall'azienda statunitense Piper Aircraft Corporation dal 1932 alla fine degli anni quaranta. Realizzato in migliaia di esemplari venne utilizzato come aereo da addestramento, da ricognizione, da collegamento e per evacuazioni di emergenza.
Caratterizzato dalle testate dei cilindri che sporgevano dal profilo e quasi sempre colorato in giallo con disegnata lungo la fusoliera una freccia nera spezzata, il Cub (in inglese cucciolo) è stato uno degli aeroplani più conosciuti ed apprezzati del periodo. Molto versatile è stato impiegato in molteplici ruoli sia in ambito militare che civile.

## Storia

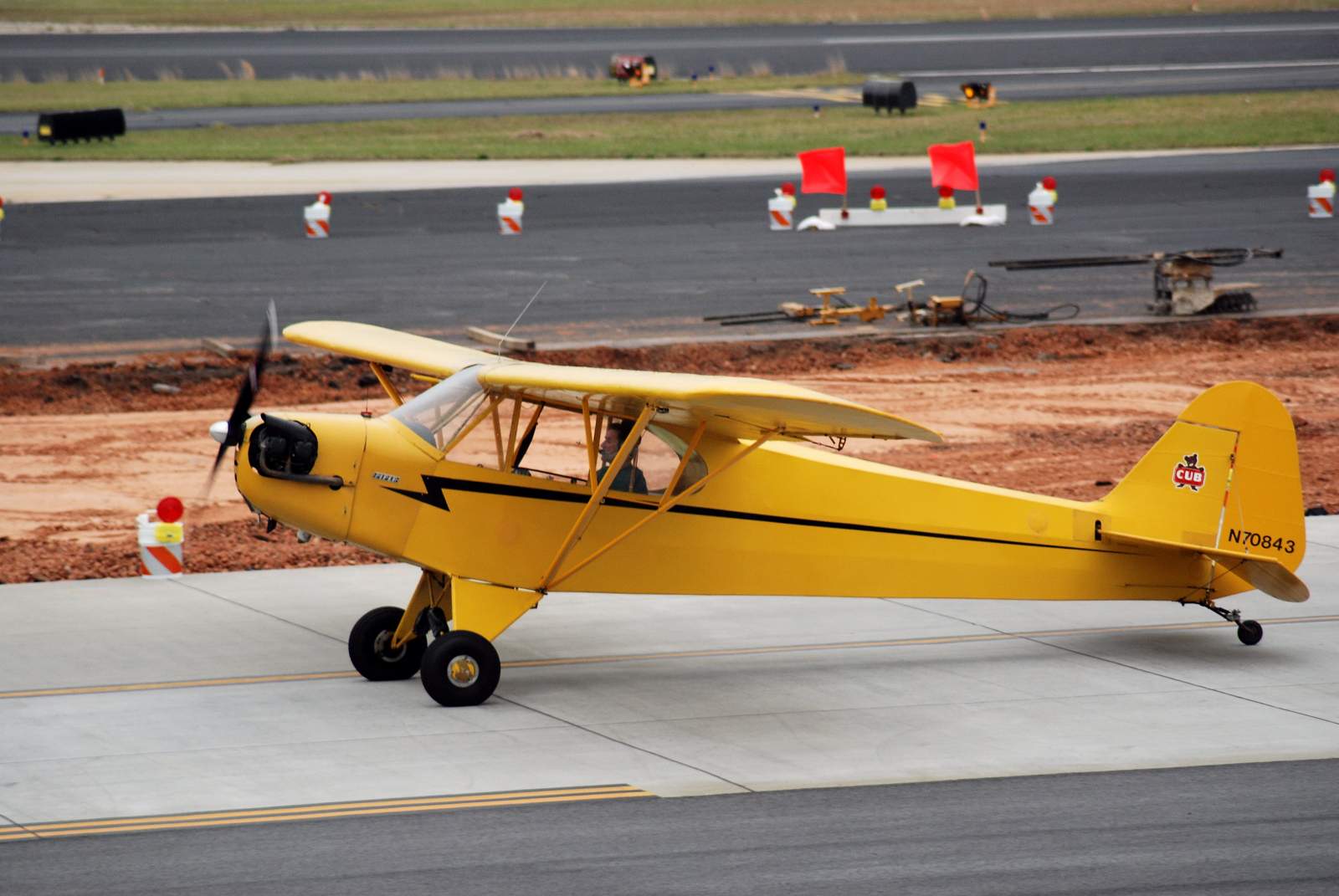
Un Piper J-3 Cub nella classica livrea giallo-nera

Il progetto del J-3 Cub prese le mosse da quello del monoplano biposto Taylor E-2 Cub, costruito nel 1930 dalla Taylorcraft Aircraft di Bradford, in Pennsylvania, grazie ai finanziamenti dell'industriale William T. Piper, il quale nello stesso anno, essendo la casa costruttrice in difficoltà economiche, ne rilevò parte delle quote, mantenendo tuttavia in carica lo storico patron e progettista Clarence Gilbert Taylor. Nel 1936 il progetto dell'E-2 fu modificato dall'ingegnere Walter Jamouneau, assumendo la denominazione J-2; le modifiche non piacquero a Taylor, mentre Piper le approvò, decidendo infine di realizzare un buy-out dell'impresa, corrispondendo a Taylor un'indennità mensile di 250 dollari per tre anni
.
Le vendite inizialmente furono al di sotto delle aspettative: nel 1938 erano stati prodotti 1.200 esemplari del "nuovo E-2". Un anno prima la fabbrica di Bradford era stata distrutta da un incendio: Piper decise quindi di costruire un nuovo sito produttivo (per quella che era ormai diventata Piper Aircraft) a Lock Haven e chiese a Jamouneau di implementare ulteriormente il progetto, che perse il nome Taylor e da J-2 fu ribattezzato J-3. In tale frangente venne ridisegnata la coda (dando una nuova forma a stabilizzatori e impennaggio), fu ampliata la superficie vetrata della cabina (a beneficio del posto del passeggero) e l'originario pattino di coda fu sostituito da un ruotino sterzante, collegato direttamente alla deriva. Equipaggiato con un motore da 40 cavalli (30 kW), entro il 1938 il Piper J-3 fu messo in vendita al prezzo (altamente concorrenziale) di poco più di 1.000 dollari.
Varie furono le unità motrici (perlopiù boxer da 4 cilindri) montate sul J-3, che assunse le sigle J3C se equipaggiato con un Continental O-170,, J3F in presenza di un Franklin 4AC e J3L se spinto da un Lycoming O-145. Alcuni esemplari vennero altresì battezzati J3P in quanto equipaggiati con il motore radiale tricilindrico Lenape Papoose.
Nel 1939, dopo che in Europa si aprirono le ostilità della seconda guerra mondiale, gli Stati Uniti iniziarono a prevedere la possibilità di un intervento nel conflitto. Venne pertanto istituito il Civilian Pilot Training Program (CPTP), un programma di formazione di nuovi piloti a carattere popolare: come addestratore standard fu scelto proprio il Piper J-3 Cub, che iniziò a essere commissionato e costruito in grande numero. Su di esso si formò il 75% dei 435.165 aviatori reclutati dal CPTP; più in generale si calcola che l'80% dei piloti militari statunitensi impegnati nel conflitto mondiale avesse volato almeno una volta con tale macchina. Di riflesso nel solo 1940 vennero prodotti 3.016 Piper Cub e si calcola che, all'apice della produzione, la fabbrica fosse capace di "sfornare" un aereo finito ogni 20 minuti.

## Tecnica
Aereo a decollo corto STOL

Decollo a circa 70 km/h 

Distanza di decollo: circa 130 m 

Per superare la quota di 15 m occorrono circa 250 m 

Distanza di atterraggio da 15 metri di quota: circa 200 m 

Rullaggio all'atterraggio: circa 120 m
Aereo scuola per eccellenza, per il volo con carrello convenzionale, era manovrabile a bassa velocità con lo stallo basilare (motore spento) a 65 km/h e lo stallo con potenza (2000 giri) a 60 km/h. 

Tuttavia era idoneo a fare alcune figure acrobatiche come:

Otto lento (parametri: 2150 r.p.m. - velocità 125–130 km/h - quota > 4  ft)

Chandelle (parametri: 2250 r.p.m. - velocità 150 km/h - quota > 4  ft)

Fisler o Fieseler (parametri: 2250 r.p.m. - velocità 160 km/h - quota > 4  ft)
La struttura, in tubolare metallico e centine di legno, era ricoperta di tela verniciata.

I comandi (manetta, barra, flettner, timone di coda, freni) avevano rinvii meccanici in cavo di acciaio.

L'elica era in legno, bipala a passo fisso.

Il motore era avviato dal motorista con lancio a mano, dopo aver caricato le camere dei cilindri con il cicchetto ed aver effettuato le aspirazioni. 

Non esistevano freni di stazionamento; l'aereo, a terra, veniva fermato con zeppe chiamate tacchi che bloccavano le ruote anteriori.

All'abitacolo si accedeva dalla parte destra con uno sportello diviso orizzontalmente in due parti. La parte superiore era apribile anche durante il volo.

### Strumentazione
Era molto spartana:
- bussola magnetica
- anemometro
- contagiri
- sbandometro
- altimetro
- indicatore pressione olio
- indicatore temperatura olio

L'indicatore livello carburante era costituito da una semplice asta che fuoriusciva dal serbatoio ed era semplicemente collegata ad un galleggiante.

### Altre caratteristiche
Tipo carburante: Avio 73/87 N.O. 

Tipo lubrificante: 40/50 SAE 

Consumo carburante: 229 gr/Cv/h 

Consumo lubrificante: 0,350 gr/Cv/h 

Capacità serbatoio carburante: litri 45 

Capacità serbatoio lubrificante: litri 4

## Versioni
Il velivolo fu prodotto in una versione militare (utilizzata dall'esercito americano nella seconda guerra mondiale) denominata Piper L-4 caratterizzata da una cabina di pilotaggio con maggior finestratura rispetto alla versione civile. Il velivolo L-4 fu soprannominato Grasshopper, in inglese cavalletta, per la sua tendenza a rimbalzare durante l'atterraggio.
Prima della guerra esisteva anche una variante J-4 Cub Coupe, biposto con i posti affiancati, ed il J-5 Cub Cruiser a tre posti.
Dopo la guerra il velivolo J-3 Cub viene sostituito dal modello PA-11 Cub Special con maggiori prestazioni, dal modello PA-12 Super Cruiser con tre posti e dal PA-14 Family Cruiser quadriposto. L'ultima modifica del Cub sarà il PA-18 Super Cub prodotto dal 1949 al 1994 e dotato di motorizzazione da 90 a 150 hp., prodotto pure in una versione militare denominata PA-19 ovvero L-18.
Dato l'alto numero di esemplari prodotti, la semplicità costruttiva, il basso costo di esercizio e la facilità di manutenzione e riparazione, ne sopravvivono tuttora un cospicuo numero di esemplari, mantenuti in condizioni di volo grazie anche alla nutrita comunità di proprietari in contatto tra loro. I ricambi si trovano ancora piuttosto facilmente e anche il mercato dei componenti aftermarket è fiorente. Nella sua impostazione generale, è probabilmente uno dei progetti più copiati nella storia dell'aviazione, dando vita ad una sterminata serie di "cloni" di altri costruttori, parecchi dei quali popolano il mercato del volo ultraleggero moderno, coi quali vivere un'esperienza di volo facile e nostalgica, pur con tutti gli aggiornamenti tecnici che la moderna industria permette, con un esempio su tutti il CubCrafters CarbonCub.

### Varianti derivate
Il Paulistinha Paul Cap 4 è la versione sudamericana del Piper J-3. Costruito in Brasile dalla Companhia Aeronautia Paulista si caratterizzava per il motore completamente carenato. Aveva una velocità di crociera leggermente superiore al Piper J-3, ma una minore manovrabilità.
Due apparecchi di questo tipo hanno volato dal 1949 alla metà degli anni settanta presso l'aeroporto di Firenze-Peretola, dono al locale Aero club da parte della comunità italiana del Brasile ed in particolare di San Paolo. Erano immatricolati I-ANGA (Anita Garibaldi) e I-LOMA (Lorenzo il Magnifico).